# Institut industriel du Nord
El Institut Industriel du Nord (IDN) es el instituto de investigación en la 
escuela técnica superior de ingeniería École centrale de Lille (Francia) desde 1872 hasta 1991.

## Historia
La École des arts industriels et des mines (escuela de ingeniería) fue fundada en 1854 por Frédéric Kuhlmann, con la participación de Louis Pasteur. La escuela de ingeniería es una universidad técnica en el año 1872 (École centrale de Lille-Institut industriel du Nord).
Hasta 1968, la escuela de ingeniería se encuentra en el centro de la ciudad de Lille. A continuación, se instala en el campus de la Universidad de Lille I en Villeneuve d'Ascq.

## Profesores y antiguos alumnos destacados
- Bernard Brunhes
- Joseph Boussinesq
- Cyril Collard
- Louis Dollo
- Jean Hélion
- Claude Auguste Lamy
- Henri Padé